# Pustá Rybná
Pustá Rybná (en allemand : Wüst Rybny ou Wüst Rybnai) est une commune du district de Svitavy, dans la région de Pardubice, en République tchèque. Sa population s'élevait à 159 habitants en 2024.

## Géographie
Pustá Rybná se trouve à 10 km à l'ouest de Polička, à 25 km à l'ouest-sud-ouest de Svitavy, à 45 km au sud-est de Pardubice et à 129 km à l'est-sud-est de Prague.
La commune est limitée par Borová au nord-est, par Telecí au sud-est, par Krásné au sud, par Březiny et Svratka au sud-ouest, et par Svratouch et Pustá Kamenice au nord-ouest.

## Histoire
La première mention écrite du village date de 1392.

## Patrimoine

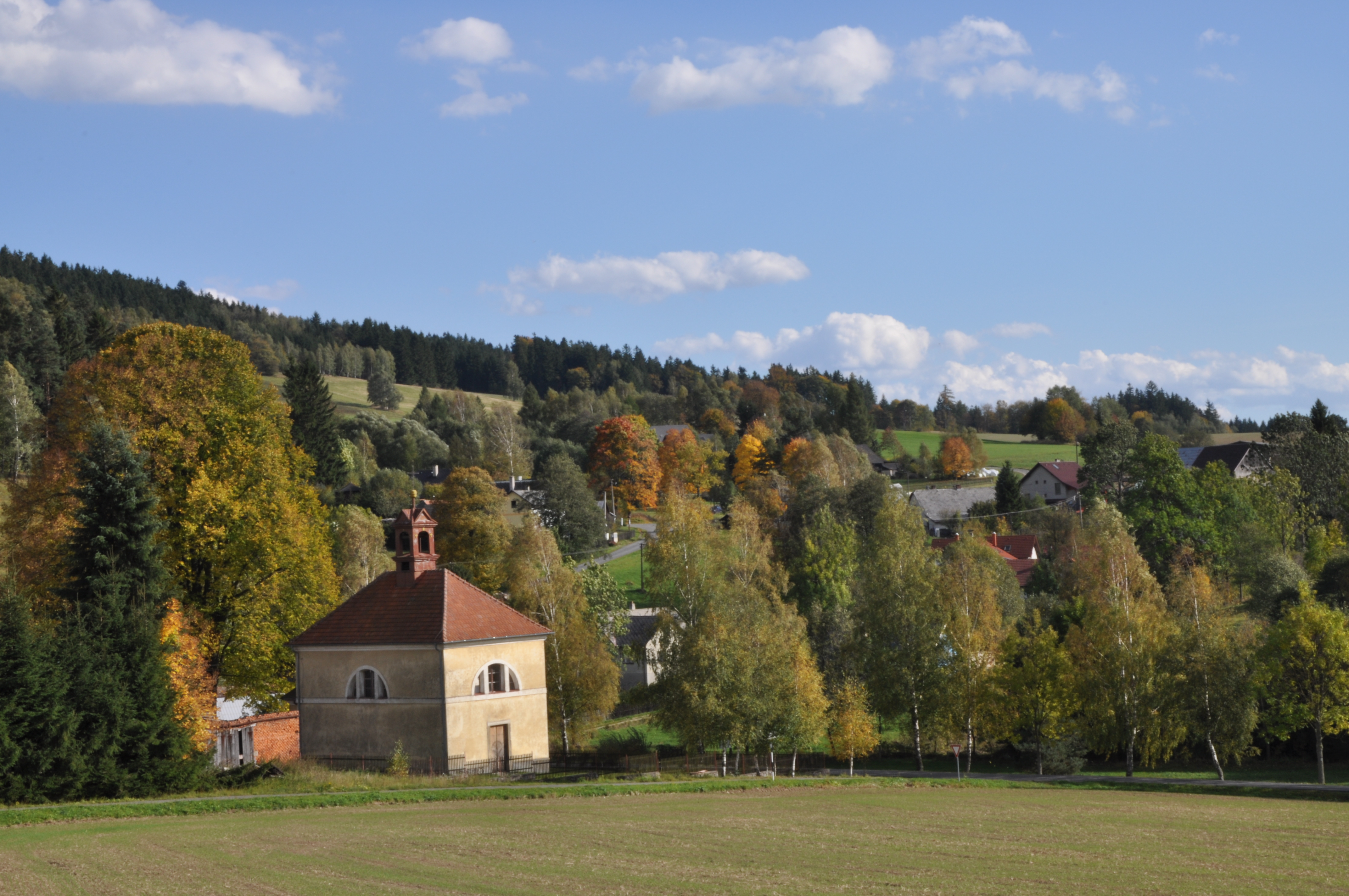
Vue du village.
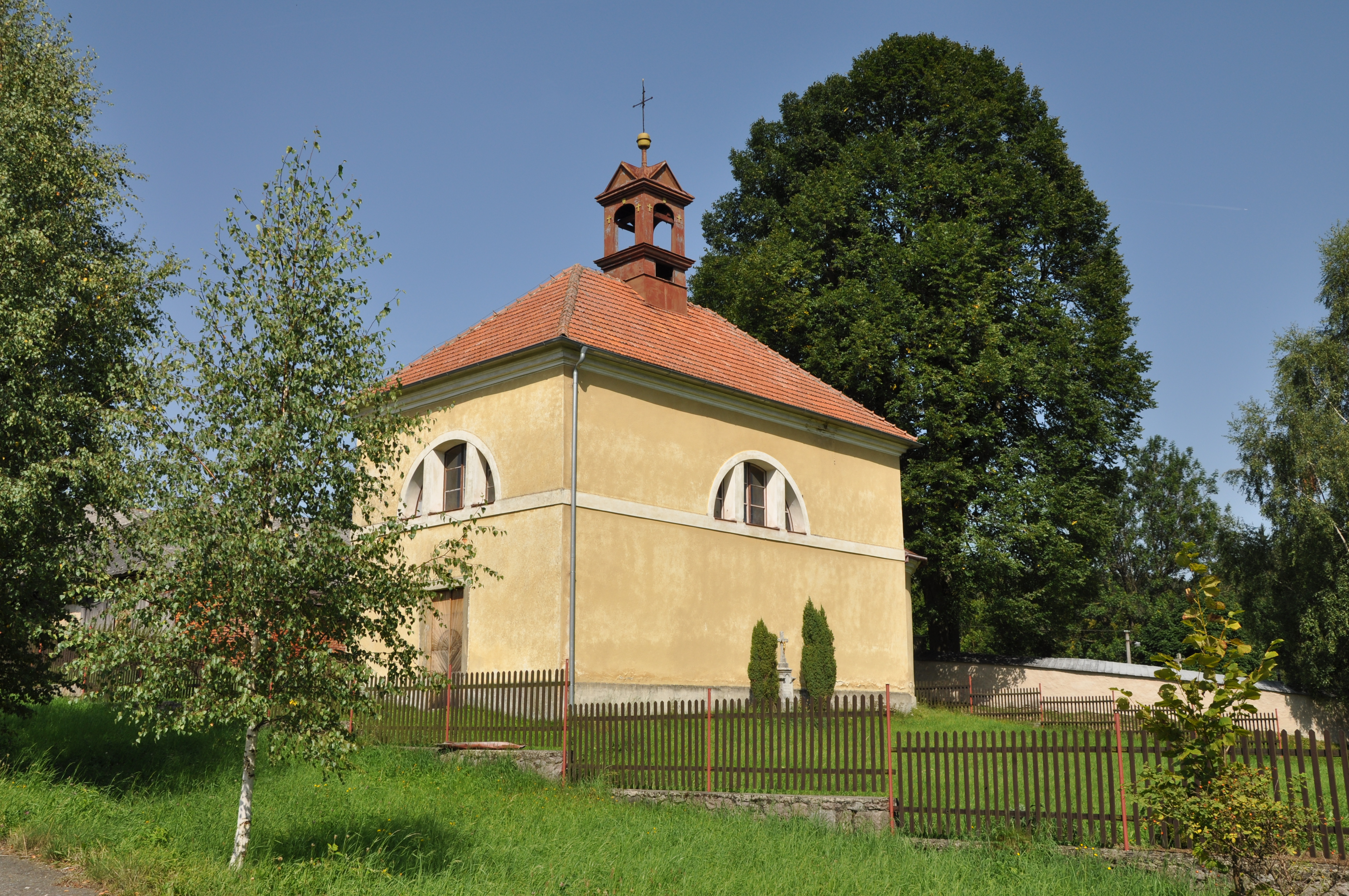
Église Saint-Barthélemy.

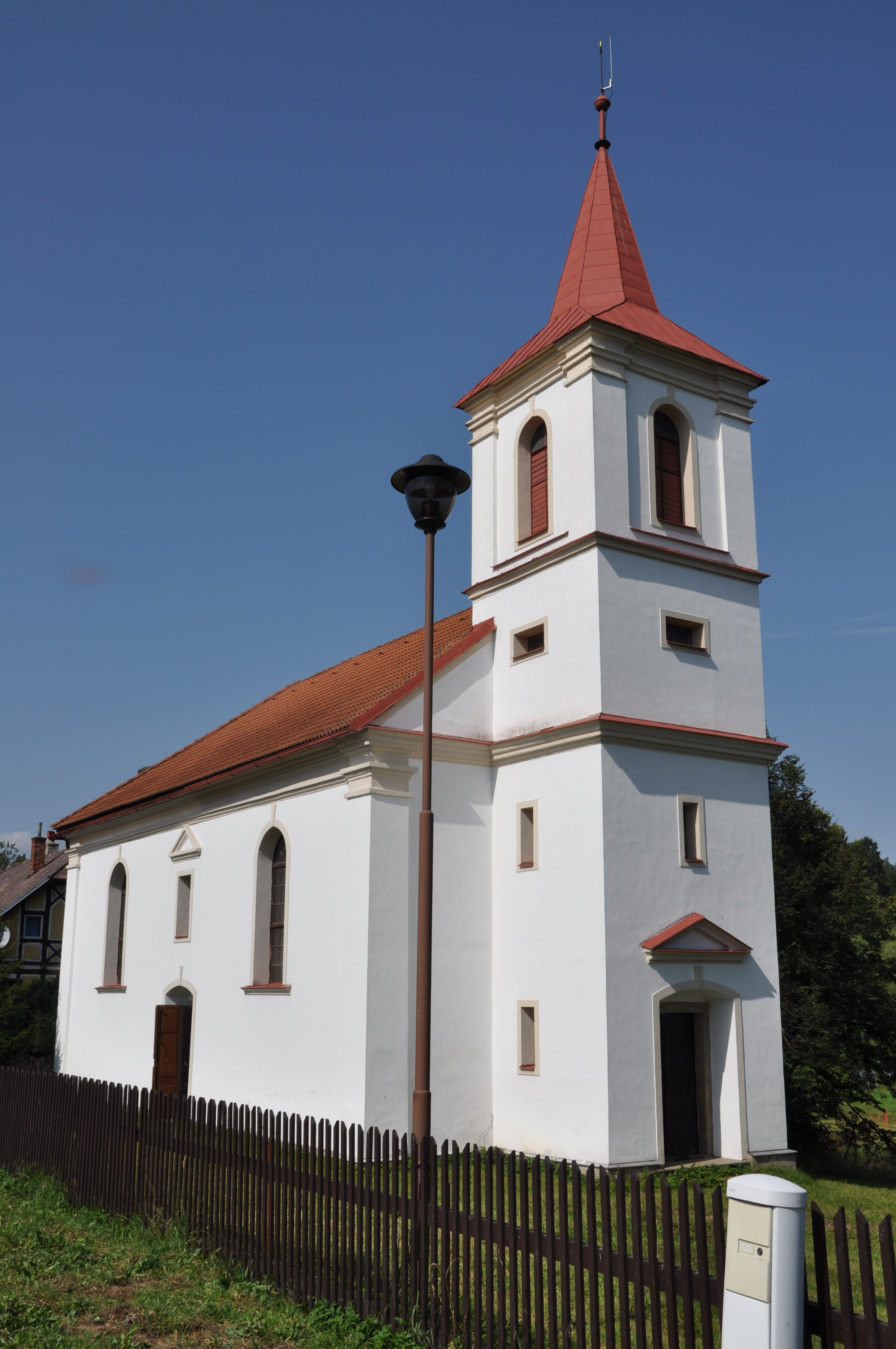
Église évangélique.

## Transports
Par la route, Pustá Rybná se trouve à 13 km de Polička, à 31 km de Svitavy, à 59 km de Pardubice et à 174 km de Prague. 